# Erentruda z Salzburga
Św. Erentruda z Salzburga (ur. prawdopodobnie 650 r. w Wormacji, zm. 30 czerwca 718 r. w Salzburgu) – święta w Kościele Katolickim, patronka miasta Salzburg i pierwsza matka przełożona benedyktyńskiego klasztoru żeńskiego Nonnberg, założonego przez Św. Ruperta.

## Życie
Inne wersje jej imienia to: Erintrudis, Erentrud, Ehrentrudis, Erentraud, Ehrentraud. W roku 696 wraz z wujem (bądź bratem) Św. Rupertem z Salzburga, przyjechała z rodzinnej Wormacji do Salzburga. Zmarła 30 czerwca 718 roku, w tym samym roku co Św. Rupert. Dzienna rocznica śmierci (30 czerwca) jest dniem wspomnienia liturgicznego Św. Erentrudy w Kościele Katolickim.